# Püski Sándor
Püski Sándor (Békés, 1911. február 4. – Budapest, 2009. augusztus 2.) magyar könyvkiadó.

## Életpályája
Földműves család gyermekeként született Békésen. 1929-ben érettségizett a helyi gimnáziumban. 1930-ban iratkozott be a budapesti Pázmány Péter Tudományegyetem jogi karára, ahol 1935-ben avatták jogi doktorrá. Még ugyanezen évben házasságot kötött a vele egy évben született Zoltán Ilonával, aki 2006-ban bekövetkezett haláláig a családi életben és a könyvkiadásban életre szóló társa, s férje mellett a magyar könyv nagyasszonya lett.
1938-ban nyitotta meg könyvesboltját, egy évvel később, 1939-ben alapította meg a Magyar Élet Könyvkiadót. A kiadó főként a népi írók műveit jelentette meg, de nem riadt vissza elsőkötetes szerzők alkotásainak a megjelentetésétől sem. A líra, a próza és a dráma műfajában is időt álló műveket adott ki, elég csak Erdélyi József, Gulyás Pál, Sinka István, Szabó Pál, Takáts Gyula és Tersánszky Józsi Jenő nevét megemlítenünk. Szám szerint is jóval több a forrásértékű tudományos, fontos ismeretterjesztő és a radikális politikai mondanivalót hordozó könyv a Magyar Élet-kiadványok összességében. László Gyula ősmagyarság-kutatási alapműve, Kodolányi János, Németh László, Szabó Dezső és Veres Péter tanulmánygyűjteménye is fémjelzi kiadói programját.
1941-ben, a harmadik, faji zsidótörvény életbe lépése után megjelentette Bary József, a tiszaeszlári per vizsgálóbírójának emlékiratait, amelyek szerint a vérvád megalapozott volt. 1942-ben újra, 1944-ben pedig kétszer – másodszorra a magyar zsidók deportálásának megindítása után – újra kiadta a memoárt.
A Soli Deo Gloria (SDG) református ifjúsági egyesület balatonszárszói telepén 1943-ban rendezte meg az SDG-vel együtt a Magyar Élet-tábort. Az augusztus 23. és augusztus 29. között tartott szárszói találkozó a háborús idők egyik legjelentősebb politikai eseménye volt, amely egyben programadó tanácskozás volt a világháború utáni teendőkről. A kiadói munka mellett 1944-ben az ellenállást is szervezte. Püski Sándor az 1943-as Szárszói Magyar Élet Konferencia 50. évfordulójának tiszteletére jubileumi találkozót szervezett. A találkozón jelen voltak még: Csurka István, Bíró Zoltán, Pozsgay Imre, Fekete Gyula, Szűrös Mátyás, Kiss Gy. Csaba, Jobbágyi Gábor, Surján László, Tábori László, Bégány Attila, Elekes Andor, Füzessy Tibor.
A kiadót 1950-ben államosították, Püski Sándort pedig 1962-ben hamis vádakkal bebörtönözték, egy év után szabadult. 1966-ban Erdei Ferenc, a Hazafias Népfront akkori főtitkárának közbenjárására kapott útlevelet. A házaspár 1970-ben az Egyesült Államokba emigrált. Kitelepülésük után nagyon nehezen indult meg a munka, kezdetleges körülmények között, a lakásukról terjesztettek. Később előadókörutakat szerveztek Magyarországról meghívott művészekkel.  
1974-ben vásárolta meg New York magyar negyedében, a 2. sugárúton az igen elhanyagolt állapotban lévő Corvin nevű kis könyvesboltot. 1975-ben hozták létre a Püski Kiadót, gondozásában az egykori Magyar Élet szerzőgárdáján kívül az akkori Magyarországon politikai okokból közlési lehetőségekhez nem jutott szerzők munkáit adta közre. A Püski-Corvin Magyar Könyvesház – amelyet 1984-ben cserélt át a 82. utcában egy nagyobbra – a Nyugaton élő magyarság szellemi központjává vált. 

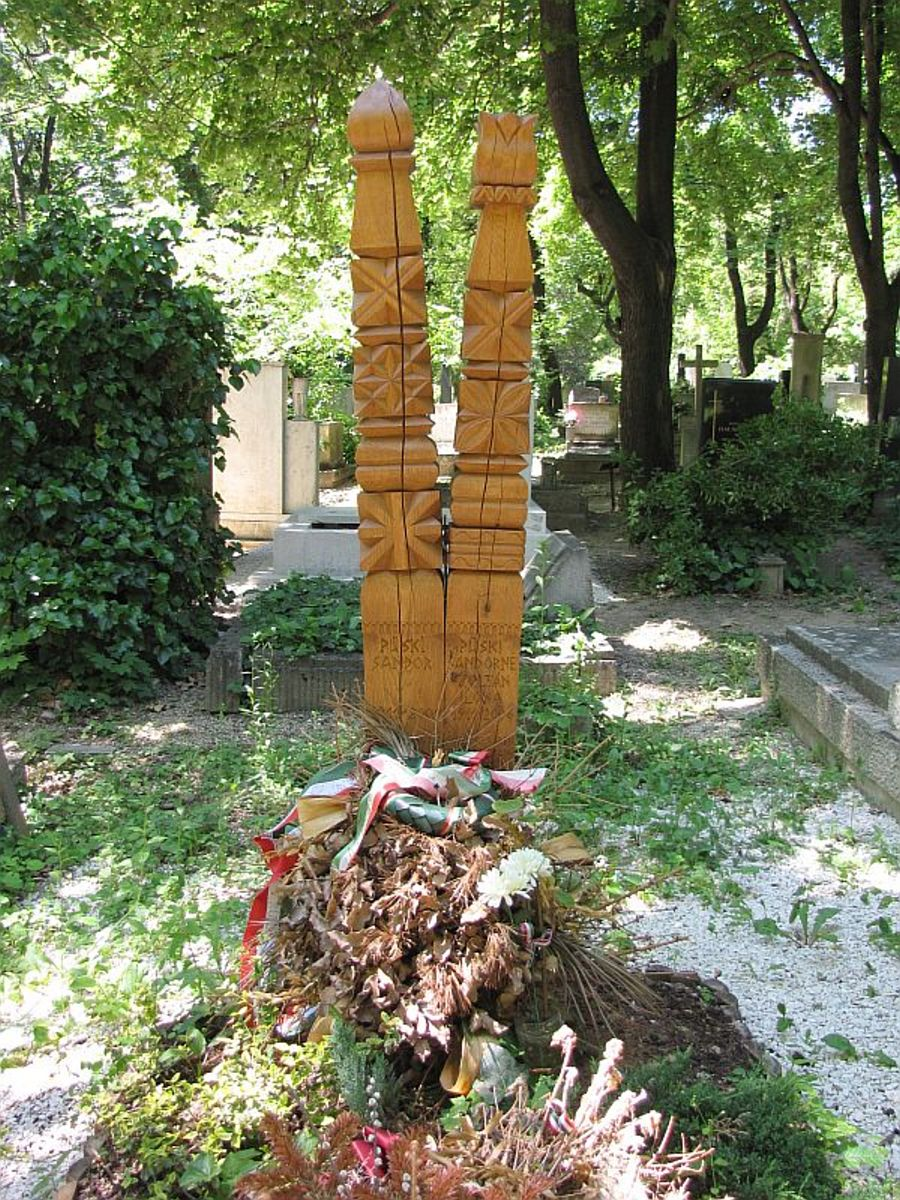
Püski Sándor sírja Budapesten. Farkasréti temető 6/7-1-80

1989-ben tért vissza Budapestre, ahol feleségével a Krisztina körúton lévő könyvesháza a népi irodalom szellemi örökösei gyűjtőhelyének számít. Az alapító munkáját később fiai, Püski László és Püski István, valamint unokái Püski Atilla és Püski Csaba segítették. Könyvkiadói profiljuk a régi, a Magyar Élet Kiadó idején közreadott kiadványaikat ismét megjelentették, de újabb műveket is kibocsátanak.
2009. augusztus 13-án, református szertartás szerint temették el a budapesti Farkasréti temetőben.

## Elismerései
- Bethlen Gábor-díj (1990)[3]
- Petőfi Sándor Sajtószabadság-díj (1995)
- Magyar Örökség díj (1996)
- Bocskai István-díj (1996)
- Pro Urbe Budapest (1996)
- A Magyar Köztársasági Érdemrend középkeresztje (2001)
- I. kerület díszpolgára (2001)
- A Magyar Művészeti Akadémia Aranyérme (2002)
- Az Év Könyve-díj (2003)
- Magyar Művészetért díj (2004)
- Szent István-díj (2005)

## Főbb művei
- Pótlás a Szárszó, 1943. címen a Kossuth Kiadónál Budapesten megjelent könyvhöz; Püski, New York, 1984
- Könyves sors – magyar sors; Püski, Bp., 2002  ISBN 963 9337 52 8